# هدف (فیلم ۱۹۴۵)
هدف (انگلیسی: The Great Flamarion) فیلمی در ژانر درام و نوآر به کارگردانی آنتونی مان است که در سال ۱۹۴۵ منتشر شد.

## بازیگران
- اریش فن اشتروهم
- مری بث هیوز
- دن دوریا
- لستر آلن
- استر هاوارد
- سم هریس
- فرانکلین فارنوم
- جان همیلتون